# Eutropio
Eutropio (en latín, Eutropius; ¿?-399) fue un funcionario romano del Imperio romano de Oriente. 

## Biografía
Comenzó su carrera como eunuco en el palacio del emperador Teodosio, tras cuya muerte en 395 arregló con éxito el matrimonio del nuevo emperador, Arcadio, con Eudoxia, bloqueando una tentativa del principal ministro de Arcadio, Rufino, de casar al joven y débil emperador con su hija. Después del asesinato de Rufino en el mismo año, Eutropio aumentó su importancia en la corte imperial y pronto se convirtió en el consejero más cercano a Arcadio. Su ascensión fue favorecida por la derrota de una invasión huna en 398. Al año siguiente fue el primer eunuco designado cónsul. Se ganó la enemistad de Gainas, el jefe de los mercenarios godos del ejército imperial, y de Eudoxia, la emperatriz, quienes lograron su caída el mismo año que se convirtió cónsul. 
Después de la caída de Eutropio, las súplicas de Juan Crisóstomo lo mantuvieron vivo por un tiempo, pero fue ejecutado antes de finalizar el año. Durante su ascenso al consulado, Eutropio se ganó la enemistad del pueblo debido a su reputación de crueldad y avaricia. Pudo haber desempeñado un papel en el asesinato de su precursor Rufino.